# ぼうえんきょう座V344星
ぼうえんきょう座V344星（ぼうえんきょうざV344せい、V344 Telescopii、V344 Tel）は、ぼうえんきょう座の脈動変光星。

## 特徴
ぼうえんきょう座V344星は、ヒッパルコス衛星の観測データから、変光星であることが発見された。その後、変光星総合カタログの第74次特別変光星名一覧で変光星として登録されたが、当初はLB型の不規則変光星に分類され、その後SRS型に分類しなおされた。
SRSという変光星分類は、2001年に発行された変光星総合カタログの第76次変光星名一覧で、半規則型変光星の新たな細分類として加わった型で、変光周期が数日から1ヶ月程度と短い赤色巨星が分類される。変光周期は一通りではなく、変光幅は概ね0.3等未満とされる。ぼうえんきょう座V344星自体は、スペクトル型がM6 IIIに分類される赤色巨星である。変光星総合カタログによれば、ぼうえんきょう座V344星は、27.4日の周期で8.6等と9.0等の間を変光する。

## 名称
「ぼうえんきょう座V344星」という名称は、変光星の命名規則に従って付与されたもので、ぼうえんきょう座で344番目の変光星であることを意味する。コルドバ掃天星表での番号はCD-49°12894、ケープ写真掃天星表での番号はCPD-49°11089、ヘンリー・ドレイパーカタログの番号はHD 187834。